# Владимир Вајс (фудбалер, 1939)
Владимир Вајс (слч. Vladimír Weiss; 21. септембар 1939 — 23. април 2018) био је чехословачки фудбалер и тренер. Играо је на позицији дефанзивног играча. Био је у саставу репрезентације на Летњим олимпијским играма 1964.
Његов син Владимир и унук Владимир су такође бивши, односно тренутни фудбалери.